# Segla din båt i hamn
Segla din båt i hamn släpptes 1995, och är ett studioalbum av Helene & gänget Tre spår från albumet blev Svensktoppshitlåtar, "Varje morgondag" under 1994 samt "Segla din båt i hamn" och ""Stå på egna ben" under 1995.

## Låtlista
| Nr  | Titel                                     | Låtskrivare                                                          |
| --- | ----------------------------------------- | -------------------------------------------------------------------- |
| 1.  | "Kärlekens vindar"                        | Jörgen Andersson, Jörgen Persson                                     |
| 2.  | "Varje morgondag"                         | Tommy Gunnarsson, Elisabeth Lord                                     |
| 3.  | "Sticka iväg"                             | Magnus Persson, Heléne Persson                                       |
| 4.  | "Vårda ömt vår kärlek"                    | Lennart Dahlberg                                                     |
| 5.  | "En riktig karl"                          | Björn Terje Bråthen, Per Hermansson                                  |
| 6.  | "Drömmar av guld (My Exclusive Dreams)"   | Billy Sherrill, Patrice Hellberg                                     |
| 7.  | " Om du lämnar mig"                       | Bosse Nilsson                                                        |
| 8.  | "Segla din båt i hamn"                    | Tommy Gunnarsson, Elisabeth Lord                                     |
| 9.  | "Stå på egna ben"                         | Magnus Persson, Heléne Persson                                       |
| 10. | "Lyckan kommer, lyckan går"               | Björn Terje Bråthen, Per Hermansson                                  |
| 11. | "Om du ger mig tid"                       | Ole Johansson                                                        |
| 12. | "Nostalgiexpressen" ("De go'e tresserne") | Jesper Christoffersen, Johnny Reimar, Magnus Persson, Heléne Persson |
| 13. | "Lasses målare"                           | Magnus Persson, Heléne Persson                                       |
| 14. | "Himlen i din blick"                      | Magnus Persson, Heléne Persson, Ingela Forsman                       |

### Fotnoter
1. ↑  ”Svensk mediedatabas”. http://smdb.kb.se/catalog/id/001349567. Läst 13 augusti 2011.
2. ↑  ”Svensk mediedatabas”. http://smdb.kb.se/catalog/id/001502873. Läst 13 augusti 2011.
3. ↑  ”Svensk mediedatabas”. http://smdb.kb.se/catalog/id/001507063. Läst 13 augusti 2011.
4. ↑  ”Svensk mediedatabas”. http://smdb.kb.se/catalog/id/001509670. Läst 13 augusti 2011.
5. ↑  ”Svensktoppen”. 26 februari 1994. http://sverigesradio.se/Diverse/AppData/Isidor/files/2023/3490.txt. Läst 13 augusti 2011.
6. ↑  ”Svensktoppen”. 26 februari 1995. http://sverigesradio.se/Diverse/AppData/Isidor/files/2023/3491.txt. Läst 13 augusti 2011.